# O Inquilino (1976)
The Tenant (prt/bra: O Inquilino) é um filme franco-estadunidense de 1976, dos gêneros suspense e terror, dirigido por Roman Polanski, com roteiro de Gérard Brach e do próprio Polanski baseado no romance O Inquilino, Roland Topor.
É o último filme da "Trilogia do Apartamento" de Polanski, seguindo a Repulsion e Rosemary's Baby. Foi inserido no Festival de Cannes de 1976. O filme teve um total de 534.637 ingressos na França.

## Sinopse
Um homem polonês tranquilo e modesto está vivendo na França. Ele se chama Trelkovsky, o qual aluga um apartamento num estranho e antigo edifício residencial, onde seus vizinhos o olham com desprezo e suspeita. A última inquilina do apartamento se atirou pela janela. Com essa descoberta, Trelkovsky se torna obcecado por essa mulher, e isso faz com que ele se convença que alguém pretende matá-lo e suspeite de seus próprios vizinhos.

## Elenco
- Roman Polanski – Trelkovsky
- Isabelle Adjani – Stella
- Melvyn Douglas – Monsieur Zy
- Jo Van Fleet – Madame Dioz
- Bernard Fresson – Scope
- Shelley Winters – O Porteiro
- Lila Kedrova – Madame Gaderian
- Claude Dauphin – Marido no acidente
- Claude Piéplu – Vizinho (como Claude Pieplu)
- Rufus – Georges Badar
- Romain Bouteille – Simon
- Jacques Monod – Proprietário do Café
- Patrice Alexsandre – Robert
- Jean-Pierre Bagot – Policial
- Josiane Balasko – Trabalhador do Escritório
- Michel Blanc – Vizinho de Scope

## Recepção
Embora The Tenant foi mal recebido em seu lançamento,[carece de fontes?] desde então se tornou um favorito cult.[carece de fontes?] O filme tem uma classificação de 90% de certificado fresco em Rotten Tomatoes com 29 comentários.